# Boldenon
Boldenon ist das 1,2-Dehydro-Derivat des Testosterons und ein in der Tiermedizin verwendetes anaboles Steroid. In Deutschland gibt es keine zugelassenen Fertigarzneimittel, die Boldenon enthalten.

## Funktionsweise und Missbrauch im Sport
Boldenon findet im Bodybuilding missbräuchlich als Dopingmittel Verwendung.
Boldenon wurde im Jahre 1949 von dem Pharmaunternehmen Ciba entwickelt und ähnelt dem Dianabol, lediglich die beim Boldenon fehlende 17α-Alkylierung unterscheidet beide. Dennoch ist die Wirkung der beiden Substanzen vollkommen gegensätzlich. Boldenon konvertiert im männlichen Körper etwa 50 Prozent weniger zu Östrogen als Testosteron. Damit ist bei gleichzeitigem Training ein magerer Muskelaufbau ohne hohen Fett- und Wasseranteil möglich, weshalb Boldenon hauptsächlich in einer Diät oder bei Athleten, die primär hochqualitativen Muskelaufbau verfolgen, im Einsatz ist. Des Weiteren bildet Boldenon stark Erythrozyten, also rote Blutkörperchen, deren erhöhte Zahl zu einer auffälligen Vaskularität verhelfen kann.

## Nebenwirkungen
Oft eintretende Nebenwirkungen sind unregelmäßiger Ruhepuls, Erhöhung des Blutdrucks und Verschlechterung der Blutfettwerte. Eine längerfristige Anwendung erhöht das Risiko für Herz-Kreislauf-Erkrankungen enorm.
Bei höheren Dosierungen können fettige Haut, Akne und Haarausfall dazukommen. Eine oft beobachtete Nebenwirkung ist, dass ab einer Dosierung von etwa 400 mg (Undecylenat) pro Woche der Appetit stark zunehmen kann. Östrogene Nebenwirkungen sind selten, da Boldenon als Testosteron-Abkömmling zwar aromatisiert werden kann, dies allerdings nur in sehr geringem Maße tut und in diesem Punkt deutlich schwächer als Testosteron wirkt. Eine Vergrößerung der Prostata kann auftreten, da Boldenon mittels 5α-Reduktase in das Dihydroboldenon konvertiert wird.